# Antonín Bartušek
Antonín Bartušek (11. ledna 1921, Želetava – 24. dubna 1974, Praha případně 22. dubna 1974), užil při vydání básnické sbírky ve Stockholmu pseudonym A.D.Martin, byl český básník, muzeolog, překladatel, výtvarný kritik a historik umění se zaměřením na scénografii.
Používal také pseudonymy Reli Bernkopfová, Jana Borová, Jan Barbar.

## Život
Antonín Bartušek se narodil do selského stavení v Želetavě, dětství tak prožíval na usedlosti, ale hospodářství ho netáhlo. Rodiče zvažovali, zda ho dát do učení, ale na doporučení učitelky mu umožnili studovat na gymnáziu. Zde začal mít zájem o literaturu a již od roku 1937 začal publikovat své básně časopisecky.
Antonín Bartušek vychodil pět tříd školy v Želetavě, mezi lety 1933 a 1941 navštěvoval třebíčské gymnázium. Po složení maturitní zkoušky odešel do Prahy, kde byly uzavřeny během 2. světové války vysoké školy a zde pracoval v letech 1941 – 1945 jako advokátní úředník v kanceláři Hynka Sedláčka. Během válečných let spolu s dalšími přáteli (František Toman z Třeště, Jaroslav a Ladislav Točíkovi a Zdena Housová z Jihlavy) začala vydávat cyklostylem množený časopis Vítr, kdy mimo jiné i v tomto časopise vyšly další básně Antonína Bartuška. Po válce spoluzakládá oblastní spolek pro podporu rodáků Vysočina, kdy ve výboru spolku je Vincenc Lesný, Bedřich Fučík a také A. Bartušek.
V letech 1945–1950 studoval dějiny srovnávací literatury (u Jana Blahoslava Čapka a Václava Černého), českou literaturu, dějiny výtvarného umění (prof. J. Květ, J. Pešina) a českou historii (prof. Václav Chaloupecký) na pražské filozofické fakultě. V roce 1950 obhájil doktorskou práci. Při studiu pracoval mezi lety 1946 a 1948 v literárním oddělení Československého rozhlasu. Po skončení studia byl dva roky bez trvalého zaměstnání, v roce 1952 však nastoupil do Ústavu pro teorii a dějiny umění ČSAV v Praze, zde působil do roku 1955.
Od roku 1956 jako ředitel vedl městské muzeum v Třebíči, od roku 1960 do roku 1961 pak Západomoravské muzeum v Třebíči. V muzeu působil jako reformátor, kdy do města přivedl přítele Cyrila Boudu, který rozpracoval za vedení muzea Antonínem Bartuškem skicu panoramatu města Třebíče pro fresku do budovy zámku v Třebíči. V roce 1961 však byl na nátlak OV KSČ vyštván z vedení třebíčského muzea. V poválečných letech básně moc nepublikoval, i přesto však v roce 1956 pod pseudonymem A.D.Martin vydal sbírku básní Atomový věk ve Stockholmu. Během působení v třebíčském muzeu vydal knihu "Třebíč, metropole západní Moravy", na kterou o deset let později navázal ceněnou knihou "Umělecké památky Třebíče".
Po svém odchodu z Třebíče pracoval v Praze: v Scénografickém ústavu v Praze (historik a teoretik scénografie, 1961–1964) a poté ve Státním ústavu památkové péče a ochrany přírody (vědecký pracovník, 1964–1974). V letech 1967–1975 vycházely jeho básně knižně i časopisecky v zahraničí (Německo, Anglie). Překládal především angloamerickou poesii (např. Frost, Crane, Cummings). Po roce 1965 opět začíná se věnovat básním a v také se stává součástí skupiny autorů kolem sborníku básní Pevný bod. Během práce ve Scénografickém ústavu publikuje v odborném tisku v oblasti scénografie, dějin divadla, jevištního výtvarnictví a v dalších oblastech (časopis Acta scaenographica).
V Třebíči po něm byla v roce 1990 pojmenována ulice Bartuškova.
Pohřben byl v Želetavě. Byl ženatý, s manželkou Marií měl dceru Reginu.

## Dílo
Poezii se věnovat již v době studiu na gymnáziu, publikoval ve studentském časopis. V roce 1945 vydal první sbírku, později vyšlo ještě několik sbírek jeho básní, některé i v zahraničí. Věnoval se také překladatelství, kdy přeložil např. díla Simone de Beauvoir, Emmanuela Roblése, Eugene O'Neilla nebo Johna Ardena.

### Básnické dílo
- Daleko od léta, 1941,
- Zakletí, 1942,
- Fragmenty, 1945,
- Sudba, 1947,
- Atomový věk (1956, publikováno pod pseudonymem A.D.Martin ve Stockholmu)[7]
- Oxymoron, 1965,
- Červené jahody, 1967,
- Tanec ptáka Emu, 1969,
- Antihvězda, 1969,
- Královská procházka, 1971,
- Období mohyl, 1975,
- Změna krajiny, 1977.
- Odvrácená strana zítřka, 2021 (výbor).[11]

### Vědecké práce
- Stavební vývoj bývalého cisterciáckého kláštera ve Žďáře, 1950
- Šternberk na Moravě. Státní hrad, město a okolí, Praha 1951 (s T. Bulionovou-Kubátovou)
- Bítov. Státní hrad a okolí, Praha 1952 (s T. Bulionovou-Kubátovou), 2. vyd. 1956
- Jaroměřice nad Rokytnou, státní zámek, město a okolí, 1954 (s T. Bulionovou-Kubátovou)
- Velké Losiny : státní zámek, město a okolí, 1954 (s B. Lifkou)
- Milotice : státní zámek a okolí, 1954
- Santiniho stavby ve Žďáře nad Sázavou, 1956 (s B. Štormem)
- Gotická nástěnná malba v Čechách a na Moravě I. 1300–1350, Praha 1958 (et al.)
- Třebíč: metropole západní Moravy, 1959
- Vranov nad Dyjí, Praha 1959
- Umělecké památky Jihlavy, Havlíčkův Brod 1960
- Dačice: státní zámek, město a památky v okolí, Praha 1960
- Třebíčsko: pokladnice kulturních památek a přírodních krás, 1961
- Telč, 1961
- Buchlov, Praha 1962 (s M. Zemkem, K. Svobodou)
- Zámecká školní divadla v českých zemích, Praha 1963 (tiskem České Budějovice 2010, ed. Jiří Bláha)
- Umělecké památky Třebíče, Brno 1969 – první syntéza uměleckohistorických – movitých i nemovitých – památek, včetně dějepisných souvislostí.[2]
- Dějiny Žďáru nad Sázavou II/2, Brno 1970 (s M. Zemkem)